# Groß Sachau
Groß Sachau ist ein Ortsteil der Gemeinde Clenze im niedersächsischen Landkreis Lüchow-Dannenberg.
Das Dorf liegt drei Kilometer nordöstlich vom Kernbereich von Clenze und südlich der B 493 und ist ein Rundlingsdorf.

## Geschichte
Für das Jahr 1848 wird angegeben, dass Groß Sachau nach Zeetze eingepfarrt gewesen sei, wo sich auch die Schule befand.
Am 1. Dezember 1910 hatte Groß Sachau 120 Einwohner und war eine eigenständige Gemeinde im Kreis Lüchow.